# Nicolas Hoarau
Pour les articles homonymes, voir Hoarau.
Nicolas Hoarau est un footballeur international réunionnais né le 27 septembre 1983. Il joue au poste d'attaquant dans le club de AF Saint-Louis et se rapproche des 300 matchs de championnat R1 de la Réunion.

## Palmarès
- Champion de la Réunion en D1p 2011 avec la Saint-Pauloise FC
- Vainqueur de la Coupe Régionale de France en 2010 et 2012 avec la Saint-Pauloise FC
- Champion de la Réunion de R2 en 2018 avec le trois bassins fc
- champion de la réunion de D2d en 2014 avec la Js ouest
- Vainqueur de la Coupe de la Réunion en 2011 avec la Saint-Pauloise FC
- Vainqueur des jeux des îles de l'océan Indien en 2007 avec la sélection Réunion médaillé d'or🏅 à Madagascar.
- Vainqueur de la Coupe de l'Outre Mer en 2008 avec la sélection Réunion.
- Vainqueur de la Coupe des ligues régionales avec l'équipe de La Réunion en 2009.
- Médaillé de bronze avec la sélection RÉUNION aux jeux des îles 2011 aux Seychelles.
- Vainqueur de la Coupe des ligues régionales avec l'équipe de La Réunion en 2009.